# Traité de Rarotonga
- Signé et ratifié

Convention sur certaines armes classiques (1980) Traité sur les forces nucléaires à portée intermédiaire (1987)
Le traité de Rarotonga, ou traité pour une zone exempte d'armes nucléaires dans le Pacifique sud (en anglais : South Pacific Nuclear Free Zone Treaty) vise à créer une zone d'exclusion des armes nucléaires dans le Pacifique sud. Il fut signé à Rarotonga, dans les Îles Cook, le 6 août 1985 et est entré en vigueur le 11 décembre 1986.
Les États signataires en 1985 sont l'Australie, les Îles Cook, les Fidji, les Kiribati, Nauru, la Nouvelle-Zélande, Niue, la Papouasie-Nouvelle-Guinée, les Salomon, les Samoa, les Tonga, les Tuvalu et le Vanuatu. Le traité a par la suite été ratifié par l'ensemble de ces signataires.
Il y a trois protocoles : le premier porte sur les territoires de la région détenus par trois des États dotés de l'arme nucléaire (États-Unis, France et Royaume-Uni), le second exige que les cinq États nucléarisés n’utilisent, ni ne menacent d’utiliser l’arme nucléaire et le troisième interdit les essais nucléaires sur le territoire des pays signataires. La France et le Royaume-Uni ont signé et ratifié les trois protocoles en 1996 ; les États-Unis les ont signés la même année mais ne les ont pas ratifiés ; la Chine a signé et ratifié les protocoles 2 et 3 en 1987.

## Premier protocole
À l'origine, le traité s'appelle « traité pour une zone dénucléarisée dans le Pacifique Sud ». Il est vivement critiqué comme visant uniquement la France en raison des larges omissions et d'« interdictions particulièrement sélectives » permettant à d'autres pays, dont les États-Unis et l'Australie, d'en contourner l'objectif.

## Liste des États parties
| État                      | Signé le          | Ratifié le        |
| ------------------------- | ----------------- | ----------------- |
| Australie                 | 6 août 1985       | 11 décembre 1985  |
| Fidji                     | 6 août 1985       | 4 octobre 1985    |
| Îles Cook                 | 6 août 1985       | 28 octobre 1985   |
| Îles Salomon              | 29 mai 1987       | 27 janvier 1989   |
| Kiribati                  | 6 août 1985       | 28 octobre 1986   |
| Nauru                     | 17 juillet 1986   | 13 avril 1987     |
| Niue                      | 6 août 1985       | 12 mai 1986       |
| Nouvelle-Zélande          | 6 août 1985       | 13 novembre 1986  |
| Papouasie-Nouvelle-Guinée | 16 septembre 1985 | 15 septembre 1989 |
| Samoa                     | 6 août 1985       | 20 octobre 1986   |
| Tonga                     | 2 août 1996       | 18 décembre 2000  |
| Tuvalu                    | 6 août 1985       | 16 janvier 1986   |
| Vanuatu                   | 16 septembre 1995 | 9 février 1996    |

À l'exception de l'Australie, des Îles Salomon et de la Papouasie-Nouvelle-Guinée, tous les États parties ont ratifié le Traité sur l'interdiction des armes nucléaires entré en vigueur le 22 janvier 2021.

## Liste des États dans le Pacifique non parties
| État                        |
| --------------------------- |
| Îles Marshall               |
| États fédérés de Micronésie |
| Palaos                      |